# 좌천역 (도시철도)
좌천역(Jwacheon station, 佐川驛)은 부산광역시 동구 좌천동에 있는 부산 도시철도 1호선의 전철역이다. 인근에 영화 《친구》의 촬영지와 일신기독병원이 있다. 기장군 장안읍에 소재한 동해선의 좌천역과는 직선 거리로 26km 정도 떨어져 있는 전혀 다른 역이다. 역 인근에 수정터널이 있다. 수정터널을 지나면 2호선 동의대역으로 이동이 가능하다.

## 역사
- 1987년 5월 15일 : 부산 도시철도 1호선 개통과 함께 좌천동역으로 영업 개시
- 2010년 2월 24일 : 좌천역으로 역명 변경

## 역 구조
2면 2선 상대식 승강장이 있는 지하역이다. 스크린도어가 설치되어 있다.
- 반대편횡단: 불가능

### 승강장
| 부산진 ↑ |
| \| 상    |
| ↓ 범일   |

| 상행 | ● 부산 도시철도 1호선 | 다대포해수욕장 방면        |
| 하행 | ● 부산 도시철도 1호선 | 연산·동래·부산대·노포 방면 |

## 역 주변
- 봉생병원
- 좌천1동
- 좌천동 교회
- 범일고가교
- 범일5동
- 부산진교회
- 금성중학교
- 일신기독병원
- 성남초등학교
- 데레사여자고등학교
- 좌천동우체국
- 부산진시장
- 남문시장

## 승차량 변동
이 역은 부산 도시철도 1호선의 역들 중 2번째로 승객이 적은 역이다.
| 역 노선 | 승차 인원 | 승차 인원 | 승차 인원 | 승차 인원 | 승차 인원 | 승차 인원 | 승차 인원 | 승차 인원 | 승차 인원 | 승차 인원 | 승차 인원 | 승차 인원 | 승차 인원 | 승차 인원 | 주 석 |
| 역 노선 | 2002년    | 2003년    | 2004년    | 2005년    | 2006년    | 2007년    | 2008년    | 2009년    | 2010년    | 2011년    | 2012년    | 2013년    | 2014년    | 2015년    | 주 석 |
| ------- | --------- | --------- | --------- | --------- | --------- | --------- | --------- | --------- | --------- | --------- | --------- | --------- | --------- | --------- | ----- |
| 1호선   | 4950      | 4508      | 4242      | 3976      | 3632      | 3533      | 3658      | 3669      | 3607      | 3718      | 3727      | 3762      | 3910      | 3963      | [ 1 ] |

## 명칭 문제
부산 지하철 1호선 좌천역은 부산광역시 기장군 장안읍 좌천리에 있는 동해선 광역전철 좌천역(佐川驛)과 한자·한글·로마자 표기와 발음이 모두 같다. 두 역 모두 부산 도시철도에 속하는 역이기 때문에 양 역을 이동할 때 교대역에서 환승하여야 한다.

## 사진

노포 방면 승강장의 벽화 (리모델링 전)

## 인접한 역
| 부산 도시철도 1호선                   | 부산 도시철도 1호선   | 부산 도시철도 1호선       |
| ------------------------------------- | --------------------- | ------------------------- |
| 115 부산진 (지하) 다대포해수욕장 방면 | ● 부산 도시철도 1호선 | 117 범일 (지하) 노포 방면 |